# Jing Tian-Zörner
Jing Tian-Zörner (Sichuan, 9 februari 1963) is een Chinese, sinds 1997 voor Duitsland uitkomende tafeltennisspeelster. Zij won het Polen Open en Oostenrijk Open in 1997, het Kroatië Open 1998 en het Qatar Open 1999, in het kader van de ITTF Pro Tour. In '99 was ze tevens verliezend finaliste op de Europa Top-12, waarin landgenote Qianhong Gotsch haar klopte.

## Sportieve loopbaan
Hoewel Tian-Zörner in 1983 als Chinese debuteerde op de wereldkampioenschappen in Tokio (als Jing Tan), speelde ze maar een handvol internationale toernooien namens haar geboorteland. Het grootste gedeelte van haar sportcarrière kwam ze namelijk uit voor Duitsland. Daar verhuisde ze in 1990 naartoe en trouwde er vier jaar later met Ulrich Zörner. Tian-Zörner moest tot 1996 wachten tot ze ook daadwerkelijk Duits staatsburger werd, maar vanaf dat moment was ze speelgerechtigd om voor Duitsland uit te komen.

Vervolgens schreef de geboren Chinese verschillende internationale toernooien op haar naam en plaatste zich van 1997 tot en met 2000 ieder jaar voor de ITTF Pro Tour Grand Finals, waarop ze iedere keer afviel bij de laatste zestien. Tian-Zörner vertegenwoordigde Duitsland eveneens op de Olympische Zomerspelen 2000, waar ze tot de laatste 32 kwam.
Tian-Zörner speelde in clubverband voor onder meer Bayer Uerdingen, Team Galaxis Lübeck, Bad Driburg, TTFC Burgwedel en MTV Tostedt, met allen in de Bundesliga.